# Hemigrammocharax angolensis
Hemigrammocharax angolensis är en fiskart som beskrevs av Poll, 1967. Hemigrammocharax angolensis ingår i släktet Hemigrammocharax och familjen Distichodontidae. IUCN kategoriserar arten globalt som livskraftig. Inga underarter finns listade i Catalogue of Life.